# Biathlon-Weltcup 1979/80
| Ruhpolding |

| Antholz |

| Lahti |

| Hedenäset |

| Murmansk |

In der Saison 1979/80 wurde der Biathlon-Weltcup zum 3. Mal ausgetragen. Die Wettkampfserie bestand aus jeweils fünf Einzel-, Sprint und Staffelrennen für Männer und wurde an fünf Veranstaltungsorten ausgetragen. Neben den fünf Weltcupveranstaltungen in Ruhpolding, Antholz, Lahti, Hedenäset und Murmansk fanden die Olympischen Winterspiele im US-amerikanischen Lake Placid statt, die Ergebnisse gingen jedoch nicht in den Weltcup ein. Den Gesamtweltcup gewann Frank Ullrich vor Klaus Siebert und Eberhard Rösch.

## Resultate
| 1. Weltcup in Ruhpolding, 18. bis 20. Januar 1980 | 1. Weltcup in Ruhpolding, 18. bis 20. Januar 1980 | 1. Weltcup in Ruhpolding, 18. bis 20. Januar 1980      | 1. Weltcup in Ruhpolding, 18. bis 20. Januar 1980                                      | 1. Weltcup in Ruhpolding, 18. bis 20. Januar 1980                      |
| ------------------------------------------------- | ------------------------------------------------- | ------------------------------------------------------ | -------------------------------------------------------------------------------------- | ---------------------------------------------------------------------- |
| Datum                                             | Disziplin                                         | Erster Platz                                           | Zweiter Platz                                                                          | Dritter Platz                                                          |
| 18. Januar 1980 (Fr.)                             | Einzel (20 km)                                    | Klaus Siebert                                          | Eberhard Rösch                                                                         | Matthias Jacob                                                         |
| 19. Januar 1980 (Sa.)                             | Sprint (10 km)                                    | Frank Ullrich                                          | Klaus Siebert                                                                          | Yvon Mougel                                                            |
| 20. Januar 1980 (So.)                             | Staffel (4 × 7,5 km)                              | NorwegenNilsen Kjell Søbak Odd Lirhus Sigleif Johansen | Deutsche Demokratische RepublikMathias Jung Klaus Siebert Frank Ullrich Eberhard Rösch | ItalienArduino Tiraboschi Adriano Darioli Celestino Midali Luigi Weiss |

| 2. Weltcup in Antholz, 24. bis 27. Januar 1980 | 2. Weltcup in Antholz, 24. bis 27. Januar 1980 | 2. Weltcup in Antholz, 24. bis 27. Januar 1980                                         | 2. Weltcup in Antholz, 24. bis 27. Januar 1980                 | 2. Weltcup in Antholz, 24. bis 27. Januar 1980                         |
| ---------------------------------------------- | ---------------------------------------------- | -------------------------------------------------------------------------------------- | -------------------------------------------------------------- | ---------------------------------------------------------------------- |
| Datum                                          | Disziplin                                      | Erster Platz                                                                           | Zweiter Platz                                                  | Dritter Platz                                                          |
| 24. Januar 1980 (Do.)                          | Einzel (20 km)                                 | Klaus Siebert                                                                          | Frank Ullrich                                                  | Alfred Eder                                                            |
| 26. Januar 1980 (Sa.)                          | Sprint (10 km)                                 | Frank Ullrich                                                                          | Mathias Jung                                                   | Manfred Beer                                                           |
| 27. Januar 1980 (So.)                          | Staffel (4 × 7,5 km)                           | Deutsche Demokratische RepublikMathias Jung Klaus Siebert Frank Ullrich Eberhard Rösch | ÖsterreichRudolf Horn Franz-Josef Weber Josef Koll Alfred Eder | SowjetunionSchurawljow Wladimir Gawrikow Wladimir Wwedenski Wetschinow |

| 3. Weltcup in Lahti, 14. bis 16. März 1980 | 3. Weltcup in Lahti, 14. bis 16. März 1980 | 3. Weltcup in Lahti, 14. bis 16. März 1980                                             | 3. Weltcup in Lahti, 14. bis 16. März 1980                                        | 3. Weltcup in Lahti, 14. bis 16. März 1980 |
| ------------------------------------------ | ------------------------------------------ | -------------------------------------------------------------------------------------- | --------------------------------------------------------------------------------- | ------------------------------------------ |
| Datum                                      | Disziplin                                  | Erster Platz                                                                           | Zweiter Platz                                                                     | Dritter Platz                              |
| 14. März 1980 (Fr.)                        | Einzel (20 km)                             | Wladimir Gawrikow                                                                      | Mathias Jung                                                                      | Keijo Kuntola                              |
| 15. März 1980 (Sa.)                        | Sprint (10 km)                             | Wladimir Gawrikow                                                                      | Frank Ullrich                                                                     | Klaus Siebert                              |
| 16. März 1980 (So.)                        | Staffel (4 × 7,5 km)                       | Deutsche Demokratische RepublikMathias Jung Klaus Siebert Frank Ullrich Eberhard Rösch | SowjetunionWladimir Alikin Anatoli Aljabjew Wladimir Gawrikow Wladimir Barnaschow | Norwegen                                   |

| 4. Weltcup in Hedenäset, 20. bis 23. März 1980 | 4. Weltcup in Hedenäset, 20. bis 23. März 1980 | 4. Weltcup in Hedenäset, 20. bis 23. März 1980                                         | 4. Weltcup in Hedenäset, 20. bis 23. März 1980                                    | 4. Weltcup in Hedenäset, 20. bis 23. März 1980 |
| ---------------------------------------------- | ---------------------------------------------- | -------------------------------------------------------------------------------------- | --------------------------------------------------------------------------------- | ---------------------------------------------- |
| Datum                                          | Disziplin                                      | Erster Platz                                                                           | Zweiter Platz                                                                     | Dritter Platz                                  |
| 20. März 1980 (Do.)                            | Einzel (20 km)                                 | Klaus Siebert                                                                          | Frank Ullrich                                                                     | Eberhard Rösch                                 |
| 22. März 1980 (Sa.)                            | Sprint (10 km)                                 | Frank Ullrich                                                                          | Klaus Siebert                                                                     | Wladimir Alikin                                |
| 23. März 1980 (So.)                            | Staffel (4 × 7,5 km)                           | Deutsche Demokratische RepublikMathias Jung Klaus Siebert Frank Ullrich Eberhard Rösch | SowjetunionWladimir Alikin Anatoli Aljabjew Wladimir Gawrikow Wladimir Barnaschow | Finnland                                       |

| 5. Weltcup in Murmansk, 27. bis 30. März 1980 | 5. Weltcup in Murmansk, 27. bis 30. März 1980 | 5. Weltcup in Murmansk, 27. bis 30. März 1980 | 5. Weltcup in Murmansk, 27. bis 30. März 1980 | 5. Weltcup in Murmansk, 27. bis 30. März 1980 |
| --------------------------------------------- | --------------------------------------------- | --------------------------------------------- | --------------------------------------------- | --------------------------------------------- |
| Datum                                         | Disziplin                                     | Erster Platz                                  | Zweiter Platz                                 | Dritter Platz                                 |
| 27. März 1980 (Do.)                           | Einzel (20 km)                                | Frank Ullrich                                 | Wladimir Welitschkow                          | Eberhard Rösch                                |
| 29. März 1980 (Sa.)                           | Sprint (10 km)                                | Eberhard Rösch                                | Wladimir Alikin                               | Wladimir Welitschkow                          |
| 30. März 1980 (So.)                           | Staffel (4 × 7,5 km)                          | Deutsche Demokratische Republik               | Sowjetunion                                   | Tschechoslowakei                              |

### Weltcupstand
| Endstand nach 10 Rennen (Top 10) |                      |        |       |
| \| Rang \| Name \| Punkte \| Siege \| \| ---- \| -------------------- \| ------ \| ----- \| \| 01 \| Frank Ullrich \| 148 \| 4 \| \| 02 \| Klaus Siebert \| 146 \| 3 \| \| 03 \| Eberhard Rösch \| 133 \| 1 \| \| 04 \| Wladimir Gawrikow \| 129 \| 2 \| \| 05 \| Mathias Jung \| 127 \| 0 \| \| 06 \| Rudolf Horn \| 83 \| 0 \| \| 07 \| Anatoli Aljabjew \| 79 \| 0 \| \| 08 \| Terje Krokstad \| 75 \| 0 \| \| 09 \| Manfred Beer \| 73 \| 0 \| \| 10 \| Wladimir Welitschkow \| 70 \| 0 \| |                      |        |       |
| Rang | Name                 | Punkte | Siege |
| 01 | Frank Ullrich        | 148    | 4     |
| 02 | Klaus Siebert        | 146    | 3     |
| 03 | Eberhard Rösch       | 133    | 1     |
| 04 | Wladimir Gawrikow    | 129    | 2     |
| 05 | Mathias Jung         | 127    | 0     |
| 06 | Rudolf Horn          | 83     | 0     |
| 07 | Anatoli Aljabjew     | 79     | 0     |
| 08 | Terje Krokstad       | 75     | 0     |
| 09 | Manfred Beer         | 73     | 0     |
| 10 | Wladimir Welitschkow | 70     | 0     |